# ASM-135 ASAT
El ASM-135 ASAT es un arma antisatélite de lanzamiento aéreo desarrollado por Ling-Temco-Vought Aerospace. El ASM-135 solo podía ser lanzado por el caza F-15 Eagle de la Fuerza Aérea de los Estados Unidos.
Fue probado por primera y única vez el 13 de septiembre de 1985, impactando con éxito contra el satélite Solwind.
En 1988, el gobierno estadounidense canceló el programa ASM-135 debido a problemas técnicos, demoras en las pruebas y un aumento significativo de los costos.

## Versiones
- ASM-135- 15 misiles producidos
- CASM-135 - Versión del ASM-135A con cabeza simulada y motores inertes. Para pruebas de carga en el avión